# Cuchara
Una cuchara es un utensilio que consiste en una pequeña cabeza cóncava en el extremo de un mango, usada principalmente para servir o comer un alimento líquido o semilíquido, y algunos alimentos sólidos como arroz y cereal que no pueden ser fácilmente levantados con un tenedor. Las cucharas también son utilizadas en la preparación de alimentos para medir y mezclar ingredientes. Generalmente, están hechas de metal, madera, porcelana o plástico. En la actualidad, las cucharas se fabrican con metal (sobre todo plata plana o platería, chapada o maciza), madera, porcelana o plástico. Hay muchos tipos diferentes de cucharas hechas de diferentes materiales por diferentes culturas para diferentes propósitos y alimentos.

## Terminología
La cuchara consta de un cuenco y un mango. Un mango en forma de palo delgado se denomina frecuentemente tallo. El tallo puede terminar en una punta afilada o estar coronado con un knop, un pomo decorativo. Las cucharas knop-top con una variedad de formas de knop descritas con términos coloridos como bellota, writhen-end (ornamento en espiral sobre una bola), maidenhead (un busto), punta de diamante, apóstol fueron particularmente populares en Inglaterra en los siglos XIV al XVII.
El nombre cuchara procede del inglés antiguo spon, 'astilla'.

## Historia

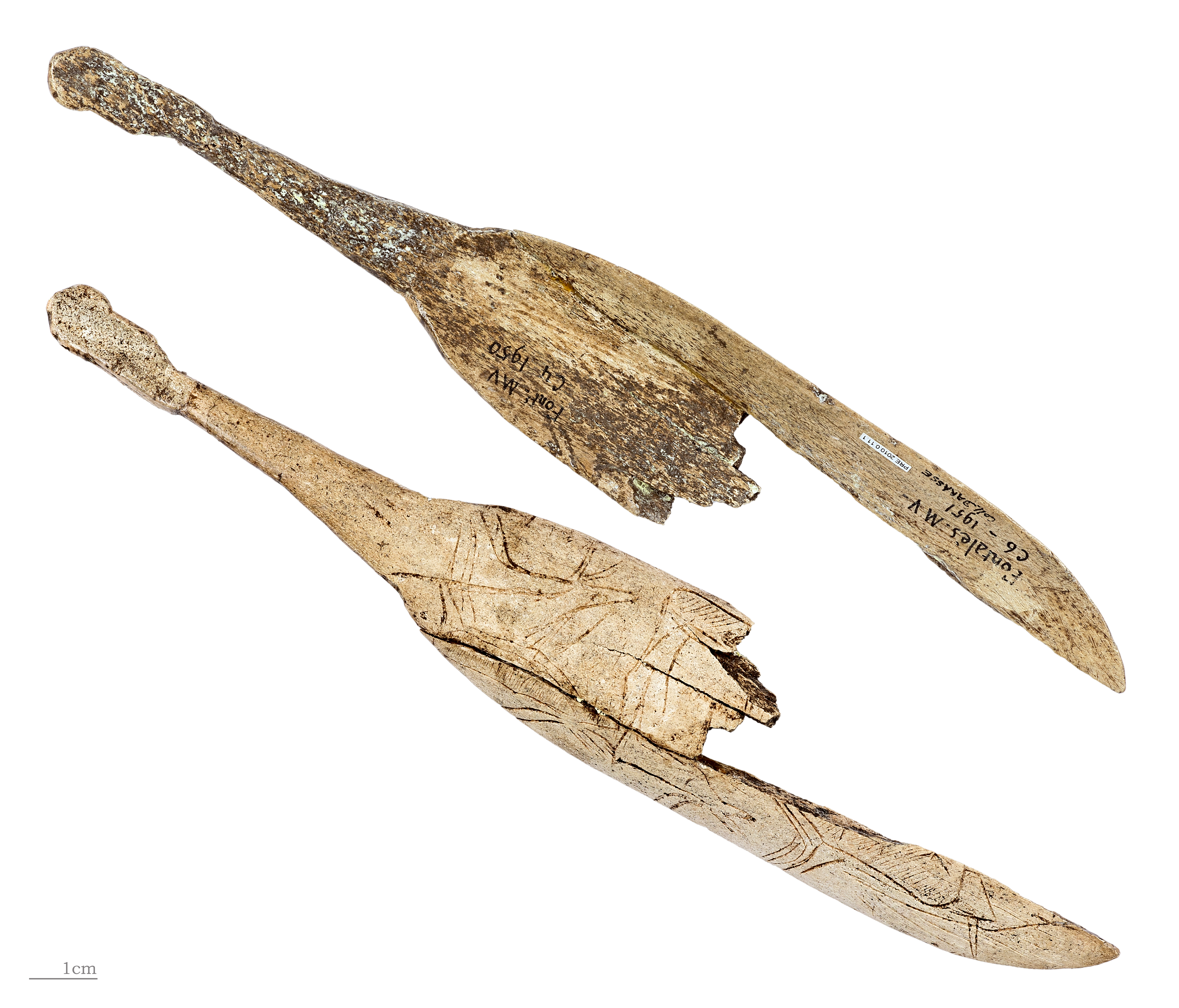
Cuchara de hueso - Magdaleniense.

Los ejemplos conservados de diversas formas de cucharas utilizadas por los antiguos egipcios incluyen cucharas de marfil, sílex, pizarra y madera, muchas de ellas talladas con símbolos religiosos.
Unos tres mil años antes de Cristo, en las regiones de Mesopotamia, Siria y Egipto, las cucharas eran creadas con mangos tallados y otros adornos de fantasía. Durante el Neolítico la Civilización Ozieri en Cerdeña, ya utilizaban cucharones y cucharas de cerámica. En la dinastía Shang China, las cucharas eran de hueso. Las primeras cucharas de bronce de China estaban diseñadas con una punta afilada, y es posible que también se utilizaran como cubiertos. Las cucharas de griegas y romanas se fabricaban principalmente en bronce y plata y el mango suele tener forma de pico o tallo puntiagudo. En el Museo Británico se conservan numerosos ejemplares de los que se pueden determinar las formas de los distintos tipos, cuyos principales puntos de diferencia se encuentran en la unión del cuenco con el asa.
En la antigua Roma hubo dos tipos de cuchara: la mayor, llamada lígula, y la menor, llamada cochlea. Esta última tenía un mango en forma de aguja que servía también para pinchar trozos de comida o abrir mejillones, etc. Por lo tanto cumplía con algunas funciones del posterior tenedor. Su origen era la utilización de la concha, la cóclea, con un mango normalmente de metal precioso.

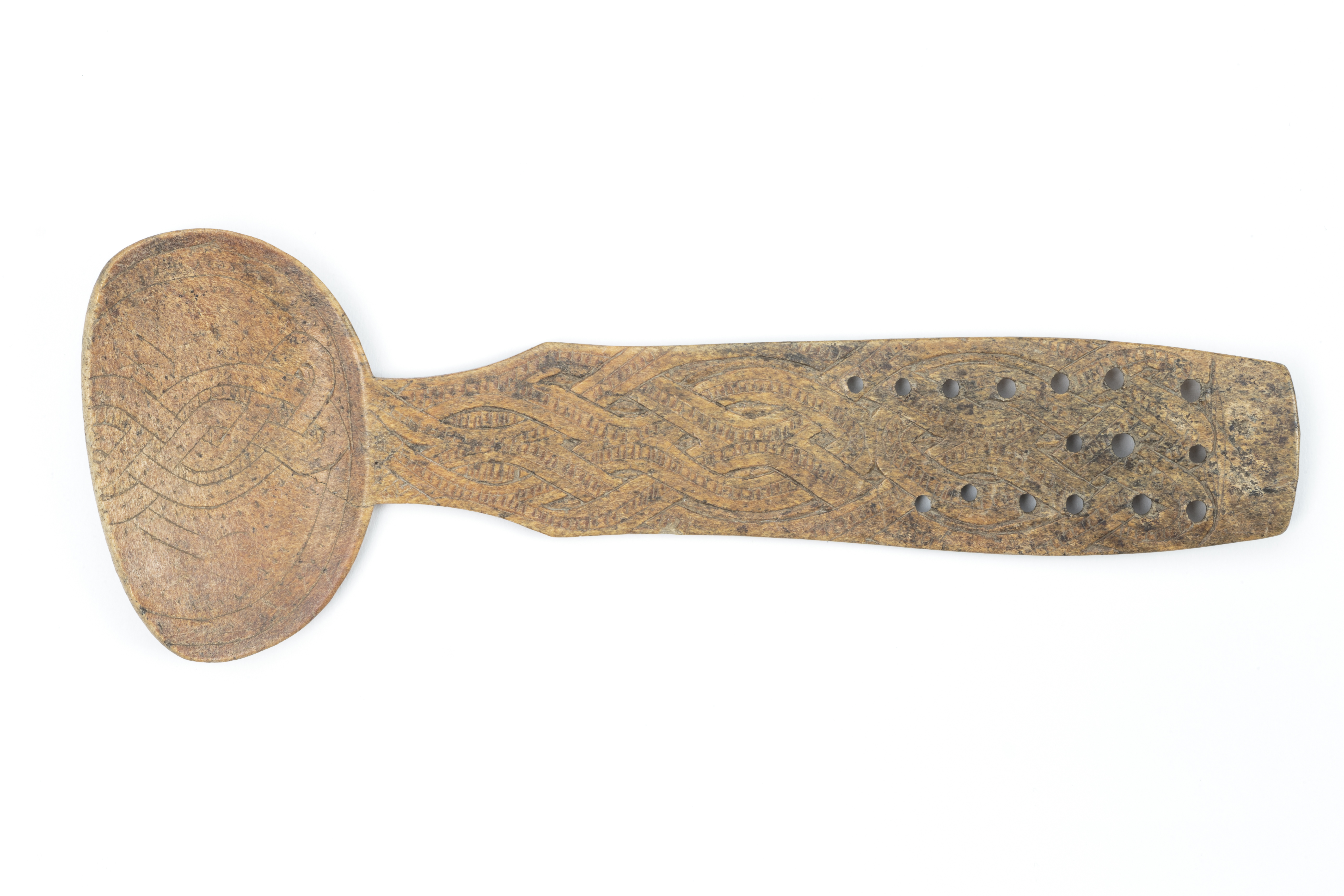
Una cuchara de la época de las Cruzadas de 1017 encontrada en las excavaciones arqueológicas de Tursiannotko en Pirkkala, Finlandia.

En el primitivo mundo musulmán, las cucharas se utilizaban para tomar sopa. Las cucharas de uso doméstico de la Medieval solían ser de cuerno de vaca o madera, pero las de latón, peltre y latón parecen haber sido comunes hacia el siglo XV. Las descripciones completas y las anotaciones relativas a las cucharas de plata en los inventarios de la casa real y de otras casas apuntan a su especial valor y rareza. La referencia más antigua en Inglaterra parece estar en un testamento de 1259. En las cuentas del guardarropa de Eduardo I para el año 1300 se mencionan algunas cucharas de oro y plata marcadas con la flor de lis', la marca de París. Una de las cucharas medievales más interesantes es la Cuchara de la Unción utilizada en la unción del soberano inglés y posteriormente británico; este objeto del siglo XII es el objeto más antiguo que se conserva del regalia real británico.
Los juegos de cucharas de apóstol, populares como regalos de bautizo en el Período Tudor, cuyos mangos terminan en cabezas o bustos de los apóstoles, son una forma especial que despierta el interés de los anticuarios. Los mangos de cuchara ingleses más antiguos terminan en una bellota, una perilla lisa o un diamante; a finales del siglo XVI, la terminación en balaustre y sello se hace común, siendo el cuenco en forma de fig. Durante la La Restauración[cita requerida], el asa se hace ancha y plana, el cuenco es ancho y ovalado y la terminación se corta en la forma conocida como pata.
En el primer cuarto del siglo XVIII, el cuenco se vuelve estrecho y elíptico, con una lengua o cola de rata en la parte posterior, y el mango se vuelve hacia arriba en el extremo.
Hasta el siglo XIX la cuchara era (aparte del cuchillo o navaja) a menudo el único instrumento utilizado en las comidas. El principal material utilizado en su fabricación era la madera.
La forma moderna, con la punta del cuenco más estrecha que la base y el extremo redondeado del mango vuelto hacia abajo, empezó a utilizarse hacia 1760.
Luego se comenzó la fabricación industrial de hierro o acero recubierto de estaño y, para la gente más adinerada, de plata. Para los alimentos ricos en azufre, como los huevos o el pescado, se suelen emplear cucharas doradas, de cuerno, u otros materiales que no reaccionan con este ingrediente alterando su sabor.
Desde su forma primitiva se han desarrollado diversas formas especializadas para sopas, ensaladas, café, etc.
En Chile, las cucharas de madera son reconocidas como una invención del pueblo mapuche, que además hacía tazas, platos, cucharones, recipientes y morteros con las maderas que se pueden encontrar en la zona.

## Tipos y usos

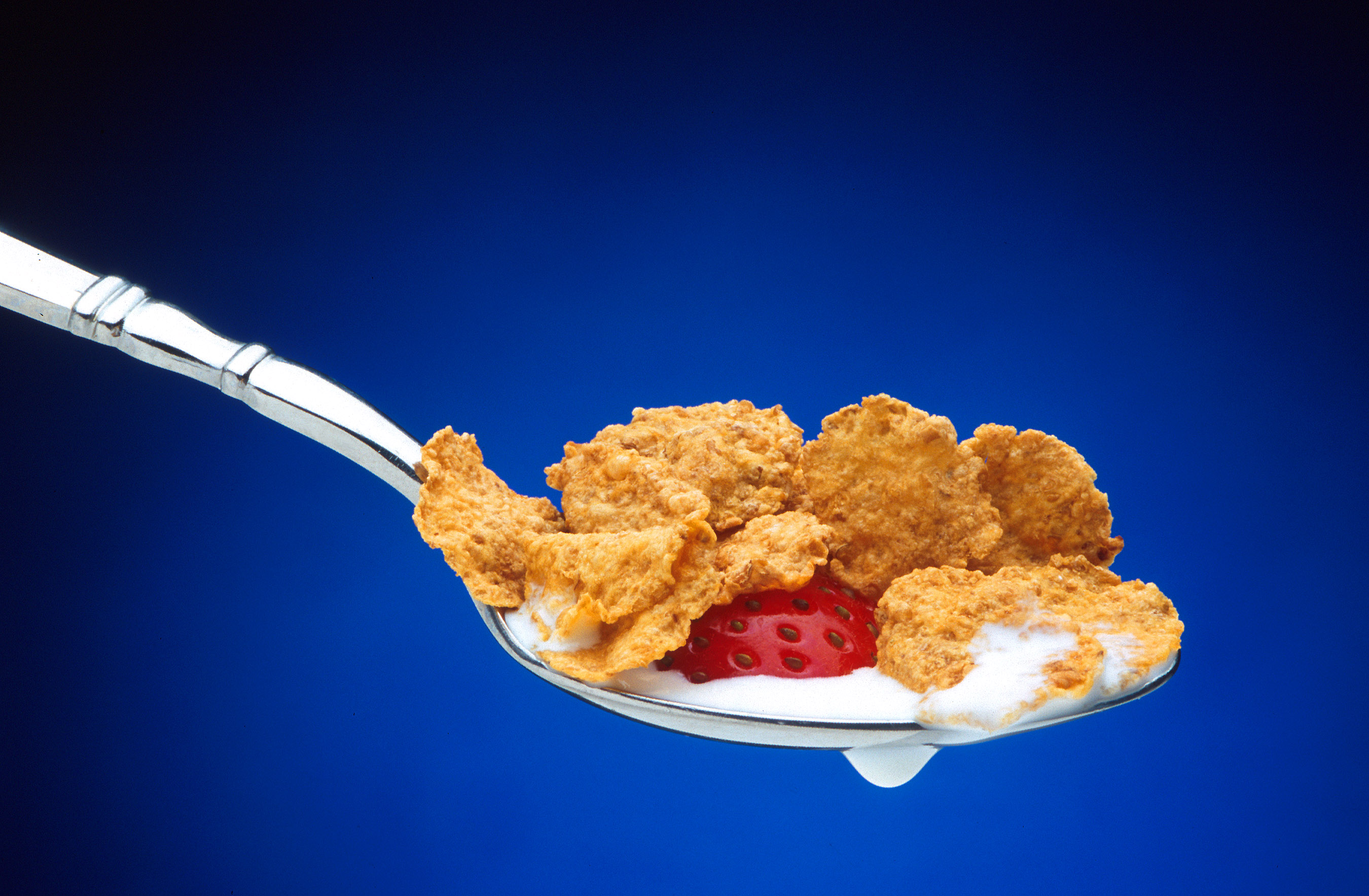
Las cucharas se utilizan para sostener alimentos difíciles de tomar con otros utensilios.

Las cucharas son usadas principalmente para ingerir alimentos líquidos o semilíquidos, tales como sopa, guiso o helado, o alimentos sólidos muy pequeños o en forma de polvo que no pueden ser tomados fácilmente con un tenedor, tales como arroz, azúcar, cereal y guisantes. En el Sureste Asiático, las cucharas son el utensilio primario usado para comer; se usan tenedores solo para empujar la comida hacia la cuchara. Las cucharas también son ampliamente usadas al preparar y servir alimentos.
Las cucharas también se utilizan mucho para cocinar y servir. En repostería, la masa suele ser lo bastante fina como para verterla o dejarla caer de una cuchara; una mezcla de tal consistencia se denomina a veces «masa de gotas».  La masa enrollada que se deja caer de una cuchara a una bandeja para galletas puede convertirse en pastel de roca y otras galletas, mientras que johnnycake puede prepararse dejando caer cucharadas de harina de maíz sobre una plancha caliente engrasada.
Una cuchara es igualmente útil para procesar jalea, azúcar y sirope. Se puede permitir que una muestra de prueba de gelatina tomada de una masa hirviendo resbale de una cuchara en forma de lámina, en un paso denominado «laminado». En la fase de «agrietamiento», el almíbar del azúcar hirviendo puede gotear de una cuchara y romperse con un chasquido al enfriarse. Cuando se hierve a 240 °F. y se vierte de una cuchara, el azúcar forma un filamento, o «hilo». Se dice que el sirope caliente «perla» cuando forma un hilo tan largo sin romperse al soltarlo de una cuchara.
Para remover, se pasa una cuchara por una sustancia con un movimiento circular continuado con el fin de mezclar, combinar, disolver, enfriar o evitar que se peguen los ingredientes. Las bebidas mezcladas se pueden «muddled» utilizando una cuchara para aplastar y mezclar ingredientes como la menta y el azúcar en el fondo de un vaso o una batidora. Las cucharas se emplean para mezclar ciertos tipos de polvos con agua para preparar una bebida dulce o nutritiva.
La cucharadita y la cucharada son usadas como unidades de medida para medir el volumen durante la preparación de alimentos. La cucharadita es usada frecuentemente para describir la dosis para medicamentos vendidos sin receta. Una cucharadita imperial equivale a 5 ml, y una cucharada imperial a 10 ml.
También existen cucharas que se venden como objetos decorativos, o conmemorando un evento, lugar o fecha en específico.
Las cucharas además pueden usarse como instrumentos musicales.
Las cucharas también son usadas en juegos como el spooning, que consiste en que 2 o más participantes balanceen una cuchara en el extremo de su nariz, y quien resista por más tiempo resulta ganador.

### Tipos y tamaños
- Cuchara sopera: Es la de tamaño grande que se emplea para tomar sopa (de allí su nombre) o comer cereales de desayuno embebidos en leche fría o bien gachas o atole.
- Cuchara o cucharilla de postre: De tamaño más pequeño utilizada como lo indica su nombre para comer postres, principalmente flanes, pudines, gelatina, helados, etc.
- Cucharilla de café: De tamaño más pequeño, se emplea para revolver líquidos en una taza (ya sea café o té).
- Cuchara de cocina: De tamaño mucho mayor que una cuchara sopera, es usada para revolver alimentos con líquido en una cacerola. Algunas poseen ranuras para separar los sólidos de los líquidos. Hay algunas con dientes en su orilla para escurrir pastas como linguini, espaguetis, tallarines, etc.
- Cuchara de madera: Se emplea para guisar o para mezclar ingredientes en repostería.
- Cucharón: También llamado cazo en España, es un utensilio cóncavo y de mango vertical. Se usa para servir la sopa.

También existen las llamadas cucharas medidoras o dosificadoras para tener la cantidad exacta de los ingredientes. Vienen en presentaciones de 1/8, 1/4, 1/2 y 1 tanto en cucharadita como en cucharada. Suelen ser planas por un lado para obtener cucharadas rasas, llenas o colmadas. 

## Lenguaje y cultura
Las cucharas se mencionan en la Biblia: Dios en el Libro del Éxodo le dice a Moisés que haga para el Tabernáculo, entre otras cosas, cucharas de oro.
La expresión «nacido con una cuchara de plata en la boca» (nacido en el privilegio) se formó debido a la costumbre medieval de regalar una «cuchara bautismal» a un niño; las familias acomodadas podían permitirse cucharas de metal preciosos.
Las cucharas pueden utilizarse como instrumento musical.

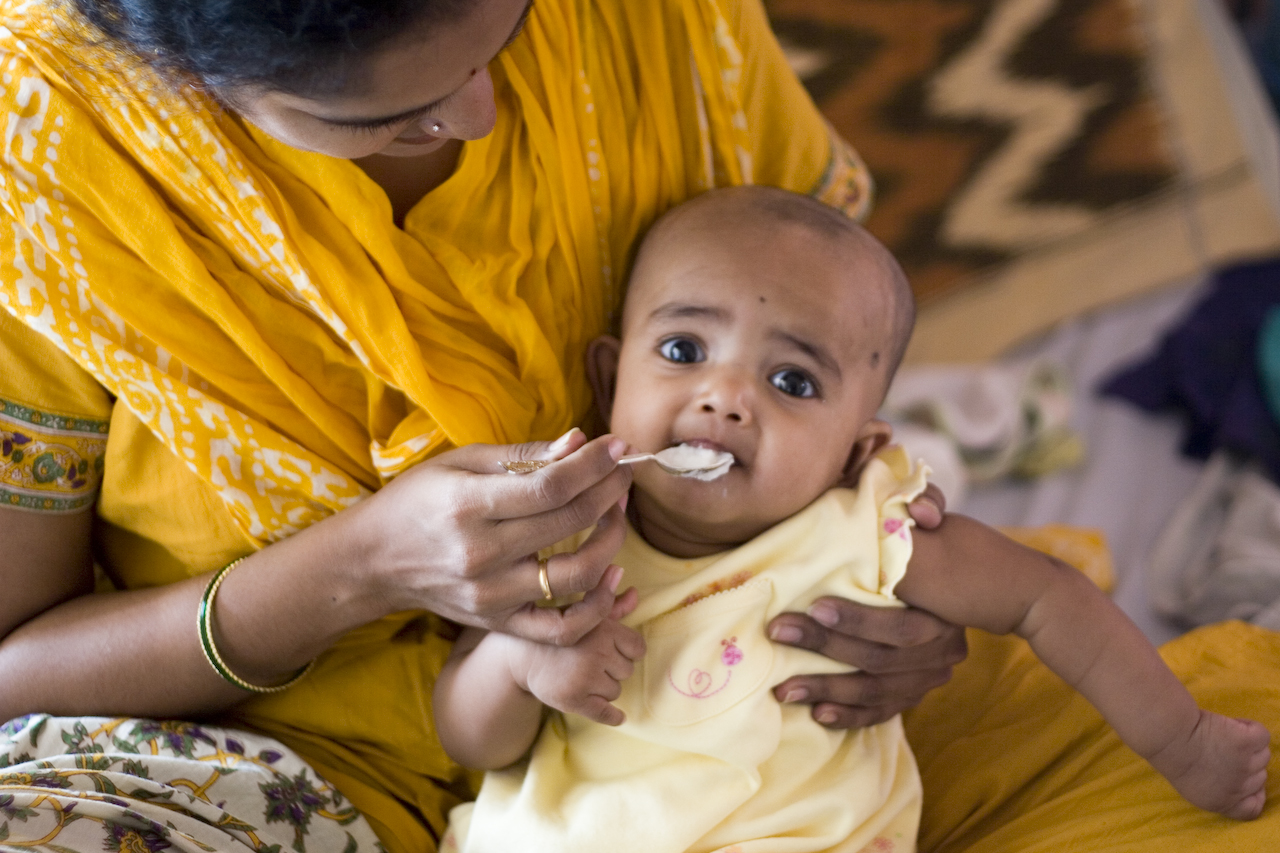
Alimentar con cuchara

Alimentarse a uno mismo o a otro con una cuchara puede significar simplemente alimentarse por medio de una cuchara. Metafóricamente, sin embargo, suele significar presentar algo a una persona o a un grupo de forma tan completa o sincera que excluye la necesidad de pensamiento independiente, iniciativa o autosuficiencia por parte del receptor; o presentar información en una versión sesgada, con la intención de impedir el cuestionamiento o la revisión. Se dice que alguien que acepta pasivamente lo que se le ha ofrecido de esta manera ha sido alimentado con cuchara.
Una cucharada es la cantidad de material que contiene o puede contener una cuchara. Se utiliza como unidad de medida estándar para el volumen en cocina, donde normalmente significa una cucharadita. Se abrevia coch o cochl, de cochlearium, una pequeña cuchara romana. «Cucharadita» se utiliza a menudo de forma similar para describir la dosis de medicamentos sin receta. Cuchara de postre y cucharada sopera también pueden encontrarse en recetas de bebidas y alimentos. Una cucharadita contiene unos 5 ml y una cucharada unos 15 ml.
La cuchara de recuerdo suele existir únicamente como objeto decorativo conmemorativo de un acontecimiento, lugar o fecha especial.

## Manufactura

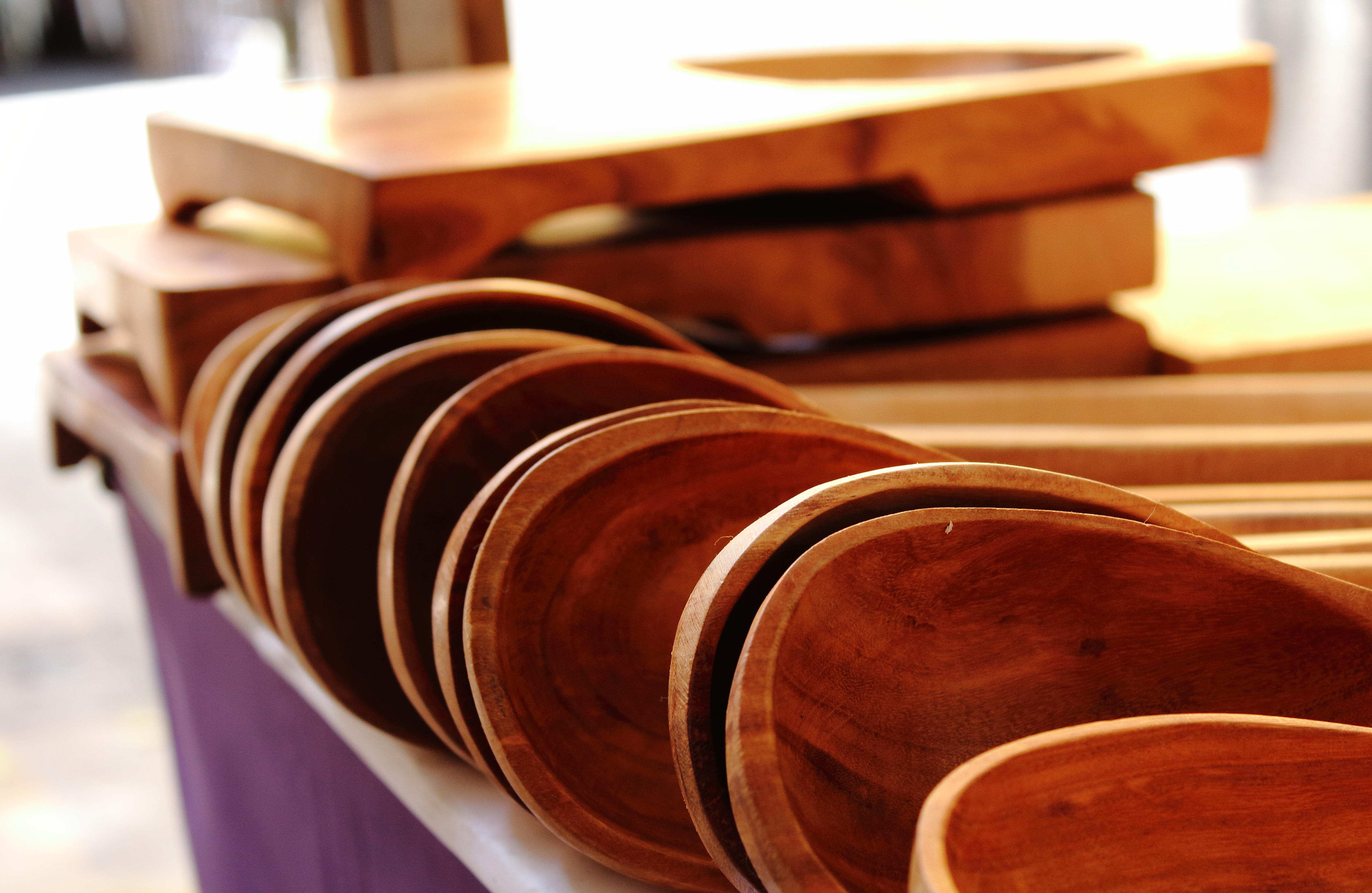
Cucharas de madera.

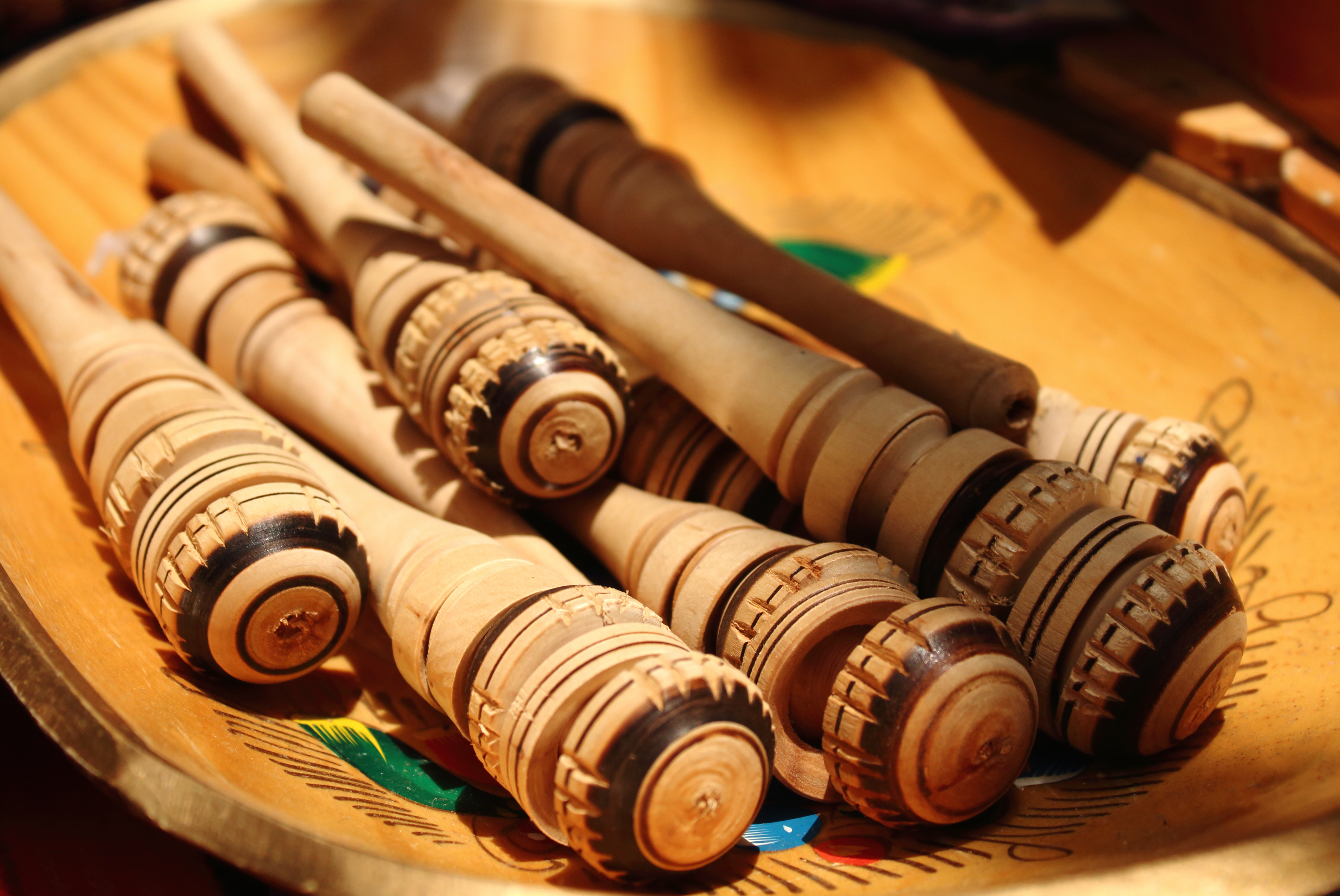
Cuchara para miel.

Para las cucharas fabricadas con maquinaria, la forma básica es recortada de una lámina de plata esterlina, de una aleación de níquel y plata, o de acero inoxidable. El recipiente es pasado entre dos aprisionadoras para producir una sección más delgada. La sección del mango también es aprisionada para producir el ancho requerido. Luego es pulido para que tome la forma indicada, y dos tintes son usados para añadir el patrón al producto.
El cuenco se lima para darle forma, a menudo utilizando una plantilla metálica. A continuación, se forma el cuenco con un pastel de estaño y una estaca de cuchara. El estaño fundido se vierte alrededor de la estaca y se deja endurecer. A continuación, se dobla el mango a 45 grados y se clava la cuchara en el estaño con la estaca y un martillo pesado para formar el cuenco. La curvatura del mango se ajusta para que coincida con la de las otras cucharas del juego y se asiente correctamente sobre la mesa. A continuación, el cuenco se nivela, un proceso que se denomina repasado. Las superficies se liman, primero con una lima áspera para eliminar la mancha de fuego de la superficie, y después con una lima lisa. A continuación, se pule para eliminar las marcas de lima y la mancha de fuego del interior del cuenco y se pule hasta conseguir el acabado deseado.
Las cucharas forjadas, por su parte, son las cucharas manufacturadas de la forma tradicional.

## Otros usos del término
- Se denomina también cuchara al instrumento de albañilería usado para dosificar el hormigón.[14]

- En Venezuela se considera la palabra cuchara como malsonante, ya que allí se refiere vulgarmente a la vulva. Motivo por el cual en este país a este utensilio se le hace llamar cucharilla.
- En Chile el término cuchara hace referencia al corazón humano.